# 孙矿玲
孙矿玲（1965年11月—），女性，汉族，中共党员，陕西澄城人，中华人民共和国政治人物。

## 生平
孙矿玲早年在西北农学院农学专业就读，期间加入中国共产党，1988年7月毕业后参加工作，1995年11月至2002年12月间，她先后在家乡澄城县的冯原镇担任镇人民政府科技副镇长、党委副书记、镇长等职务。2002年12月，她被破格提拔为中共渭南市白水县委副书记、县人民政府县长，由正科级干部直接升职为正处级干部。
2006年7月，孙矿玲调任咸阳市，出任该市礼泉县委副书记、县长，2011年，升任中共礼泉县委书记。期间，因表现优异，孙矿玲于2015年6月获中共中央组织部授予「全国优秀县委书记」称号。
2015年10月，孙矿玲来到安康市，出任该市人民政府副市长。2017年8月，转任中共延安市委常委、市人民政府副市长。
2020年11月，孙矿玲来到西安，升任中共陕西省委农村工作领导小组成员兼办公室主任，陕西省农业农村厅党组书记、厅长。